# Ravna (kanton zenicko-dobojski)
Ravna – wieś w Bośni i Hercegowinie, w Federacji Bośni i Hercegowiny, w kantonie zenicko-dobojskim, w gminie Maglaj. W 2013 roku liczyła 476 mieszkańców, z czego większość stanowili Boszniacy.